# Шенквице
Шенквице (слч. Šenkvice) су насељено мјесто са административним статусом сеоске општине (слч. obec) у округу Пезинок, у Братиславском крају, Словачка Република.

## Становништво
| Година:    | 1994. | 2004.   | 2014.   | 2024.    |
| ---------- | ----- | ------- | ------- | -------- |
| Број људи: | 4000  | 4327    | 4645    | 5338     |
| Разлика:   |       | +8,17 % | +7,34 % | +14,91 % |

| Година:    | 2023. | 2024.   |
| ---------- | ----- | ------- |
| Број људи: | 5352  | 5338    |
| Разлика:   |       | -0,26 % |

Према подацима о броју становника из 2011. године насеље је имало 4.522 становника.

## Познате особе
- Јозеф Фигура (*1906 – † 2001), СДБ, римокатолички cвештеник, мисионар (Јапан).[6]